# Fenylkwikacetaat
Fenylkwikacetaat is een zeer toxische organische kwikverbinding met als brutoformule C8H8HgO2. De stof komt voor als een wit hygroscopisch kristallijn poeder, dat matig oplosbaar is in water.
Fenylkwikacetaat wordt gebruikt als fungicide, herbicide, algicide en katalysator. Handelsnamen van de stof zijn: Cerosol, Cosan, Gallotox, Liquiphene, Mersolite, Nylmerate, Riogen, Scutl, Tag Fungicide en Tag-HL-331.

## Toxicologie en veiligheid
De stof ontleedt bij verbranding, met vorming van toxische kwikdampen en kwikoxiden. Ze reageert met sterk oxiderende stoffen.
De stof is corrosief voor de ogen, de huid en de luchtwegen. Ze kan effecten hebben op de nieren, met als gevolg nierfalen. Op lange termijn kan fenylkwikacetaat effecten hebben op het zenuwstelsel, met als gevolg zenuwstoornissen.